# Юсупов, Данир Рифхатович
Данир Рифхатович Юсупов (баш. Данир Рифхәт улы Йосопов; 18 июля 1980, Уфа, Республика Башкортостан, РСФСР, СССР) — российский спортсмен, мастер спорта России международного класса по кикбоксингу (2000), чемпион мира среди профессионалов, заслуженный тренер.

## Биография
Юсупов Данир Рифхатович родился 18 июля 1980 года в городе Уфа Республики Башкортостан.
Окончил Уфимский автотранспортный колледж, затем — Уфимский государственный авиационный технический университет (2007). 
Воспитанник ДЮСШ № 22 (тренер — Мария Арсентьева). Свою спортивную карьеру начал в 1990-х годах. Член сборной команды России по кикбоксингу в 1998–1999 и 2002–2010 годах.  
На Кубке мира World Cup Diamond 2010 в Анапе стал золотым призёром в категории до 74 кг, вновь подтвердив статус одного из сильнейших в дисциплине лоу-кик лайт. 
С 2010-х годов активно занимается подготовкой молодого поколения бойцов. Тренер спортивной школы № 22 г. Уфы. Является наставником для десятков перспективных спортсменов, выступает на соревнованиях в качестве судьи и организатора.
Награждён премией «Мастер боевых искусств Республики Башкортостан» в рамках первой церемонии «Золотой пояс Башкортостана» (2013). 
Данир Рифхатович в течение более полутора лет участвовал в российском вторжении на Украину. После ранения проходит восстановление в госпитале.

## Достижения и звания
- Мастер спорта России международного класса по кикбоксингу (2000)
- Выдающийся спортсмен Республики Башкортостан (2008)
- Чемпион России — 1999, 2002–2007, 2009–2010
- Обладатель Кубков мира — 2009, 2010
- Обладатель Кубков России — 1998, 2003–2006
- Чемпион мира среди профессионалов — 2004
- Серебряный призёр чемпионатов мира — 2004, 2005
- Серебряный призёр чемпионата Европы — 2006
- Чемпион России по савату — 2003, 2005, 2007–2008
- Победитель первенств мира и России среди юниоров — 1998–1999

## Награды
- Медаль «За отвагу» (Указ Президента РФ)
- Медаль имени генерала Шаймуратова (Указ Главы Республики Башкортостан)
- Медаль Министерства обороны Российской Федерации